# Phrynobatrachus africanus
Phrynobatrachus africanus är en groddjursart som först beskrevs av Hallowell 1858.  Phrynobatrachus africanus ingår i släktet Phrynobatrachus och familjen Phrynobatrachidae. IUCN kategoriserar arten globalt som livskraftig. Inga underarter finns listade i Catalogue of Life.